# Lactifer
Lactifer (česky doslova Mlékonoš, někdy jako Mlékodojný (?), plným názvem Vocabularius dictus Lactifer, česky Vokabulář zvaný Lactifer) je latinsko-český vokabulář (typ slovníku) sepsaný Janem Bosákem Vodňanským (dokončen 1508). Bývá označován jako první český tištěný slovník (byl vytištěn roku 1511 u Mikuláše Bakaláře v Plzni; starší české slovníky jsou jen rukopisy). Jak je pro středověkou literární produkci typické, nejde o původní text; autor vycházel z řady předloh, zejména antických (Plinius St., Etymologie Isidora Sevillského aj.). Vzorem jeho první části byl asi především Vocabularius breviloguus Johanna Reuchlinna (1455–1522). Vokabulář zachycuje také označení bájných bytostí (např. Kynokefalové – lidé se psími hlavami, Antipodé – lidé s obrácenými chodidly, Lagiges/Lactifagi – monstra živící se jedině kobylím mlékem, Troglodyté – lidé žijících v jeskyních a živící se hady (ve Vodňanského překladu hadogedczy ("hadojedci")) aj., z antické mytologie např. Kyklopové, Titáni nebo satyrové).
Zatímco první české slovníky pocházejí už ze středověku, první české gramatiky (mluvnice) vznikají až v období baroka.